# Jean-Baptiste Bory de Saint-Vincent
Jean-Baptiste Geneviève Marcellin Bory de Saint-Vincent (su nombre varía según autores: "Jean Baptiste Marcellin", "Jean Baptiste George Marie") (Agen, 6 de julio de 1778-París, 22 de diciembre de 1846) fue un oficial francés, naturalista y geógrafo, notablemente interesado en la vulcanología, botánica y sistemática.

## Biografía

### Juventud
Nace en Agen en 1778, J.-B. Bory sigue a su familia a Burdeos en 1787. Y seguirá los cursos de cirugía y de Medicina de 1791 a 1793. Durante el Terror en la Revolución francesa (1793-1794), se refugia en Landas.
Sus primeras publicaciones científicas se remontan a 1796-1798. Y entra en contacto con numerosos naturalistas; siendo alumno del geólogo y mineralogista Déodat Gratet de Dolomieu en la École des mines de Paris.
Luego del deceso de su padre, se enrola en el Ejército en 1799, y es enviado a Bretaña. En septiembre de 1800, se casa en Rennes con Anne-Charlotte Delacroix de la Thébaudais, teniendo dos hijas : Augustine (* 7 de febrero de 1801, y Clotilde (* 25 de mayo de 1803). Su esposa fallece en 1823, luego de separarse.

### Expedición científica
Toma parte de una expedición científica organizada por el gobierno, conocida como expedición Baudin (1800-04), y lo consigue gracias a que su padre tenía una plaza de zoólogo en jefe a bordo de una de las corbetas participantes, donde encuentra a Bernard Germain de Lacépède, que le mantiene su confianza. Y se desliga del Ejército, obteniendo del Ministerio de Guerra un permiso indefinido, Jean-Baptiste deja París el 30 de septiembre, arribando a Le Havre el 2 de octubre y deja esa ciudad el día 19 a bordo de uno de los dos navíos que el capitán Nicolas Baudin dará la vuelta al mundo de 1800 a 1804, Le Naturaliste.
Se queda en una escala en la isla de Francia (actual Mauricio) en marzo de 1801. Y se rejunta el 23 de mayo de 1801 en la vecindad de la Reunión, donde efectúa en octubre y en noviembre de 1801 el ascenso y la primera descripción científica general del Piton de la Fournaise, el volcán activo de la isla.
Retorna a Francia metropolitana el 11 de julio de 1802. Su madre ha fallecido durante su ausencia. Publica Voyage dans les îles d'Afrique. Y retoma el servicio activo en el Ejército como oficial del Estado Mayor : será capitán adjunto de Estado Mayor de Louis Nicolas Davout el 3 de octubre de 1804; estando afectado, entre 1803 a 1805, en el Campo de Boulogne.

### Carrera de sabio
Continua en paralelo su carrera científica : es nombrado correspondiente del Museo Nacional de Historia Natural de Francia en agosto de 1803 y correspondiente de primera clase del Institut de France en la primavera de 1808. En 1804, publica Essais sur les îles fortunées y Voyage dans les quatre principales îles des mers d'Afrique. La impresión de ese trabajo que fue dedicado a Mathieu Dumas, será supervisado por el joven Jean-M. Léon Dufour, en quien Bory entreve un futuro gran naturalista.

### Campañas militares
En 1805, toma parte de la Campaña de Austria, ascendiendo a capitán de Dragones en noviembre, estando presente el mes siguiente en la batalla de Austerlitz. Bory pasa en seguida dos años en Prusia y en Polonia. A partir de octubre de 1808 es oficial del Estado Mayor de Ney, y luego de Soult a partir de octubre de 1809. Participa además en la Campaña de España. En mayo de 1811, asciende a jefe de escuadrón, y luego es hecho caballero de la Legión de Honor, y teniente coronel a fin del año.
Al costado de Soult, toma parte de la Campaña de Prusia de 1813 y de la campaña de Francia de 1814. Luego de la caída de Napoleón Bonaparte, integrará el servicio de intendencia de la Guerra en París el 10 de octubre de 1814. Participa además de la publicación del Nain Jaune.

### Exilio político
Durante las Cien Jornadas, es electo diputado de Agen. Se lo señala por su patriotismo. Al debut de la Segunda Restauración, es condenado a cinco años de exilio, el 24 de julio de 1815. Se traslada a Ruan y se une con la actriz Maria Gros (1787-1847). Y publica sus Justifications.
Pasa los años de 1816 a 1819 en exilio entre Bélgica y Prusia. Se instala con Maria Gros en 1817. EL 17 de mayo de 1818 nace su primera hija : Cassilda. Una segunda hija, Athanalgide, el 22 de julio de 1823, mas también se separan los cónyuges. En 1820, al tratarse la reforma, a partir de julio, es ascendido a teniente coronel, y Bory se instala en París donde residirá hasta 1825. Colabora en diversas revistas liberales. En 1825, es puesto en prisión en "Sainte-Pélagie", permaneciendo allí hasta 1827.
El 9 de diciembre de 1828, es nombrado para dirigir la Comisión científica de exploración del Peloponeso, entre 1829 a 1830.
En 1830, se presenta a una elección para ser miembro del Instituto luego del deceso de Lamarck.

## Posteridad
Sus principales fechas y periodos , y los grandes eventos de su vida fueron :
- Publicación de Lamuel (en 1816) y de Annales générales de Sciences Physiques (de 1819 hasta 1821)
- De 1822 à 1831 : publicación del Dictionnaire Classique d'Histoire naturelle en 17 volúmenes, colaborando con J. Saint-Hilaire. 1823: publicación de Guide du voyageur en Espagne
- 1825 : publicación de l’Essai sur l’Homme. 1826 : Essai d’une classification des animaux microscopiques. 1827 : 2ª ed. de l’Essai sur l'Homme
- 1830 : luego de las Trois Glorieuses, J.-B. Bory es reintegrado al Ejército y en el "Dépôt des Cartes" con el grado de coronel, permaneciendo allí hasta 1842
- 1831 : el 1º de mayo de 1831, Bory es hecho oficial de la Légion d'honneur y en julio, será diputado de Marmande mas dimisiona prontamente. Pablica la rendición de cuentas de su exploración, logrando ser electo miembro de la Académie des sciences en noviembre de 1834 : Relation du voyage de la commission scientifique de Morea en el Peloponeso, las Cícladas y Ática
- Participa de la fundación de la Société entomologique de France el 29 de febrero de 1832 al costado de su viejo amigo P.A. Latreille
- 1834 : Bory colabora en la publicación de la expedición de Morea. El 17 de noviembre, es electo miembro libre del Instituto
- 1835-1838 : Bory es impuesto en comisión del Estado Mayor. En 1838, reedita sus Justifications de 1815 bajo el título de Mémoires
- 1839 : en la comisión científica de Argelia es nombrado el 24 de agosto de 1839. Bory es jefe del Estado Mayor, como coronel
- 1840-1842 : expediciones en Argelia. Pasa a retiro en enero de 1840. Preside la Commission d'exploration scientifique d'Algérie entre 1839 y 1842, estando en Argel y en otras ciudades de la costa entre 1840 u el primer trimestre de 1842
- 1846 : enfermo, Bory aún realiza un viaje a través de las islas del Océano Índico, desde Argelia
- 22 de diciembre de 1846 : muere de Bory en París, "Rue de Bussy"

Trabajador infatigable, escribió un sinnúmero dee artículos sobre la Historia natural, notablemente de los reptiles, los peces, los animales y vegetales microscópicos, las criptógamas, etc. Fue principal redactor de la Bibliothèque physico-économique, del Dictionnaire classique d'histoire naturelle, de la parte científica de Expédition de Morée (1832 y años sucesivos.) También imprimió buenos resúmenes geográficos, especialmente los de Espaá, dando a la Encyclopédie moderne numerosos artículos, remarcables por la originalidad de las ideas.
Bory fue unos de los autores transformistas principales de la primera mitad del siglo XIX junto a, entre otros, Lamarck y Delametherie. También fue un ferviente defensor de la generación espontánea (tema de la famosa polémica entre Pasteur y Pouchet), un poligenista ardiente (que pensaba que las diferentes "razas" humanas (como se definían en su momento) fueron verdaderas especies, cada una con historias originales), y un oponente conocido de la esclavitud (cita Schoelcher de sus aliados científica a favor de la abolición.)

## Honores

### Toponimia

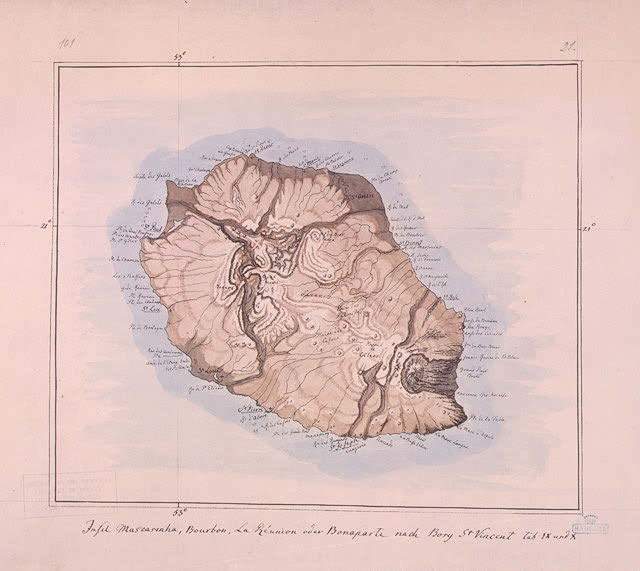
Une carte de la Réunion destinée par Bory de Saint-Vincent.

En homenaje a este pionero de la exploración del volcán, uno de los dos cráteres de la cumbre del Piton de la Fournaise lleva su nombre, el cráter Bory. y su compañero, un cierto de Jouvancourt, quien le nombró durante su ascenso al volcán 1801.

### Obras de Bory de Saint-Vincent
- J.B.G.M Bory de Saint-Vincent- (Paris 1803).Essais sur Les Isles Fortunées et l'Antique Atlantide ou Précis de l'Histoire générale de l'Archipel des Canaries
- J.B.G.M Bory de Saint-Vincent - (Paris 1804). Voyage dans les quatre principales îles des mers d'Afrique, Ténériffe, Maurice, Bourbon et Sainte-Hélène. - trois volumes complétés par un atlas.
- J.B.G.M Bory de Saint-Vincent - (Paris 1823). Guide du voyageur en Espagne
- J.B.G.M Bory de Saint-Vincent - (Paris 1826). Résumé géographique de la Péninsule Ibérique
- J.B.G.M. Bory de Saint-Vincent - Paris 1808 a - Mémoire sur un genre nouveau de la cryptogamie aquatique, nommé Thorea, Ann. Mus. Hist. Nat. XII, pp. 126-135, pl. 18, 1808 ; Berlin Gesell. Nat. Freunde Mag. II, pp. 226-230
- J.B.G.M. Bory de Saint-Vincent - Paris 1808 b - Mémoire sur le genre Lemanea de la famille des Conferves, Ann. Mus. Hist. Nat. XII, pp. 177-190, pls 21-22, 1808. ; Berlin Gesell. Nat. Freunde Mag. III, pp. 274-281, 1809
- J.B.G.M. Bory de Saint-Vincent - Paris 1808 c - Mémoire sur le genre Batrachosperma de la famille des Conferves, Ann. Mus. Hist. Nat. XII, pp. 310-334, pls 29-31, 1808.
- J.B.G.M. Bory de Saint-Vincent - Paris 1808 d - Mémoire sur le genre Draparnaldia de la famille des Conferves, Ann. Mus. Hist. Nat. XII, pp. 399-409, pl 35 ; Paris, Bull. Soc. Philom. 1808, pp. 319. (IdF, côte AA 34 E*)
- J.B.G.M. Bory de Saint-Vincent - Paris 1808 e – Mémoires sur un genre nouveau de la cryptogamie aquatique, nommé Thorea, Mémoire sur le genre Lemanea de la famille des Conferves, Mémoire sur le genre Batrachosperma de la famille des Conferves, Mémoire sur le genre Draparnaldia de la famille des Conferves. Paris, Belin.
- J.B.G.M. Bory de Saint-Vincent - Paris 1808 f – Mémoire sur les forêts souterraines de Wolfesck en haute Autriche. Berlín, Gesell. Nat. Freunde Mag. II, pp. 295-302
- J.B.G.M. Bory de Saint-Vincent - Paris 1809 - Mémoire sur le genre Lemanea de la famille des Conferves, Berlin Gesell. Nat. Freunde Mag. III, pp. 274-281, 1809
- J.B.G.M. Bory de Saint-Vincent - Paris 1815 a - Chambre des représentants. Rapport fait à la Chambre des représentants par M. Bory de Saint-Vincent, au nom des députés à l’armée. Séance du 1 juillet 1815. in-8°, Paris, imprimerie de la Chambre des représentants
- J.B.G.M. Bory de Saint-Vincent - Paris 1815 b – Justification de la conduite et des opinions de M. Bory de Saint-Vincent, membre de la chambre des représentants et proscrit par l’ordonnance du 24 juillet 1815, Paris, Chez les marchands de nouveautés (ou Paris, chez Eymery, agosto de 1815), 110 pp.
- J.B.G.M. Bory de Saint-Vincent - Paris 1816 - Lamuel ou le livre du Seigneur, dédié à M. de Chateaubriand, traduction d’un manuscrit hébreux exhumé de la bibliothèque ci-devant impériale. Histoire authentique de l’Empereur Appolyon et du roi Béhémot par le très Saint-Esprit. Liège et Paris, P.J Collardin, Frères Michau, in-18°, 232 pp.
- J.B.G.M. Bory de Saint-Vincent - Bruxelles, 1819-1821 (de juillet 1819 à juin 1821) b - Annales générales des sciences physiques, con Drapiez P.-A.-J et Van Mons J.-B., 8 vols., Bruselas, Weissenbruch
- J.B.G.M. Bory de Saint-Vincent - Paris 1822-1831 - Dictionnaire classique d’Histoire naturelle, par Messieurs Audoin, Bourdon, Brongniart, de Candolle, Daudebard de Férussac, Desmoulins, Drapiez, Edwards, Flourens, Geoffroy de Saint-Hilaire, Jussieu, Kunth, de Lafosse, Lamouroux, Latreille, Lucas fils, Presles-Duplessis, Prévost, Richard, Thiébaut de Bernard. Ouvrage dirigé par Bory de Saint-Vincent, Paris, Rey et Gravier, Baudouin frères, 1822-1831, 17 vols. in-8, 160 planchas grabadas y coloridas
- J.B.G.M. Bory de Saint-Vincent - Paris 1823-1832 - Encyclopédie moderne, ou dictionnaire abrégé des hommes et des choses, des sciences, des lettres et des arts, avec l'indication des ouvrages ou les divers sujets sont développes et approfondis par Eustache-Marie Courtin, Paris, Lejeune.
- J.B.G.M. Bory de Saint-Vincent - Paris 1824 - Tableau encyclopédique et méthodique des trois règnes de la nature, contenant l’Helminthologie ou les vers infusoires, les vers intestinaux, les vers mollusques, etc. En cuatro volúmenes: vol. 1, 1791 (pp. 1-189) por Bruguière chez Panckoucke; vol. 2, 1797 (pp. 190-286) chez Agasse; vol. 3, an VI, 1797 (pp. 287-390) por Lamarck chez Agasse; vol. 4, 1816, (pp. 391-488) por Lamarck; 23ª partes, moluscos y pólipos diversos, por MM. Jean-Baptiste Lamarck, Jean-Guillaume Bruguiere, Jean-Baptiste Bory de Saint-Vincent, Isaac LEA, Dall William HEALEY, Otto Frederick Müller, Paris, chez Mme Veuve Agasse et Paris, Panckoucke, 1791-1824.
- J.B.G.M. Bory de Saint-Vincent - Paris 1825 - L’homme (homo), essai zoologique sur le genre humain, (extrait du DCHN), primera edición, París, Le Normand Fils, 2 vol.: vol. 1, 325 pp.; vol. 2, 251 pp. In-8°
- J.B.G.M. Bory de Saint-Vincent - Paris 1826-1830 - Voyage autour du monde, exécuté par ordre du Roi, sur la corvette de sa majesté, La Coquille, pendant les années 1822, 1823,1824 et 1825... Lesson, René-Primevère, Bory de Saint-Vincent, JBGM, Brongniart, Adolphe, Dumont d’Urville, Duperrey, Louis-Isidore, (Botanique par MM. Dumont d’Urville, Bory de Saint-Vincent et Ad. Brongniart), Paris, Arthus Bertrand
- J.B.G.M. Bory de Saint-Vincent - Paris 1827-1831 – Bibliothèque physico-économique, instructive et amusante. Ou Journal des découvertes et perfectionnements de l’industrie nationale et étrangère, de l'économie rurale et domestique, de la physique, la chimie, l'histoire naturelle, la médecine domestique et vétérinaire, enfin des sciences et des arts qui se rattachent aux besoins de la vie. Rédigée par Bory de Saint-Vincent et Julia-Fontenelle, Jean-Sébastien-Eugène, 1827-1831. Tomo I (-X), Arthus Bertrand, Paris. 6 vols.
- J.B.G.M. Bory de Saint-Vincent - Paris 1830-1844 - Expédition d’Égypte. Histoire scientifique et militaire de l’Expédition française en Egypte, précédée d’une introduction présentant le tableau de l’Egypte ancienne et moderne d’Ali-Bey ; et suivie du récit des événements survenus en ce pays depuis le départ des Français et sous le règne de Mohamed-Ali. D’après les mémoires, matériaux, documents inédits fournis par divers membres de l’expédition, dont Chateaugiron, Desgenettes, Dulertre, Larrey … Rédaction réalisée par Etienne et Isidore Geoffroy Saint-Hilaire, Fortia d’Urban, Bory de Saint-Vincent, etc. 10 volumes in-8°, 2 volumes d’atlas, A.-J. Dénain, Paris.
- J.B.G.M. Bory de Saint-Vincent - Paris 1832-1838 - Expédition scientifique de Morée, Jean-Baptiste Bory de Saint-Vincent, Émile Le Puillon de Boblaye, Pierre Théodore VIRLET d’Aoust, Etienne et Isidore Geoffroy de saint-hilaire, Gabriel Bibron, Gérard Paul Deshayes, Gaspard Auguste Brulle, Félix-Edouard Guerin-Meneville, Adolphe Brongniart, Louis-Anastase CHAUBARD, Commission scientifique de Morée ; 4 vol. in 4° et atlas, Paris, Strasbourg, F.G. Levrault. 1832 : Travaux de la section des Sciences Physiques, tome 1, sous la direction de Bory de Saint-Vincent. 1832 : Cryptogamie, avec atlas de 38 pl., section des sciences Physiques (281-337), tome 3 partie 2.
- J.B.G.M. Bory de Saint-Vincent - Paris 1838 – Notice sur la commission exploratrice et scientifique d’Algérie présentée à son Excellence le ministre de la guerre, (16 de octubre de 1838) 20 pp. Imprimerie Cosson, Paris.
- J.B.G.M. Bory de Saint-Vincent - Paris 1845 – Sur l’anthropologie de l’Afrique française, lu à l’Académie royale des sciences dans sa séance du 30 juin 1845, Extrait du magasin de zoologie, d’anatomie comparée et de paléontologie publicado por M. Guérin-Méneville en octubre de 1845, Paris, Imprimerie de Fain et Thunot, 19 pp., pl. 59 a 61.
- J.B.G.M. Bory de Saint-Vincent - Paris 1846-1867 - Exploration scientifique de l’Algérie (pendant les années 1840, 1841, 1842. Sciences physiques.) publiée par ordre du gouvernement. Sciences Naturelles, Botanique par MM. Bory de Saint-Vincent et Durieu de Maisoneuve, Paris, imprimerie impériale, Gide et Baudry, en 3 vol., in-fol., dont un atlas. (1846-1849) Vol. I, Flore d’Algérie. Cryptogamie, par Durieu de Maisoneuve, avec le concours de MM. Montagne, Bory de Saint-Vincent, L.-R., Tulasne, C. Tulasne, Leveille. Paris, imprimerie impériale, dans la collection Exploration scientifique de l’Algérie, publiée par ordre du Gouvernement, 600 p., 39 f. de pl. col. Vol. II Flore d’Algérie. Phanérogamie. Groupe des glumacées, por E. COSSON et Durieu de Maisonneuve. Vol. III Atlas.

### Publicaciones sobre Bory de Saint-Vincent
- Monique Dondin-Payre., La Commission d'exploration scientifique d'Algérie : une héritière méconnue de la Commission d'Égypte, Mémoires de l'académie des inscriptions et belles-lettres, tome XIV, 142 pp., 11 fig., 1994.
- Pietro CORSI, Lamarck, genèse et enjeux du transformisme, 1770-1830, CNRS Editions, Paris, 2001.
- Hervé Ferrière, Bory de Saint-Vincent, militaire naturaliste entre Révolution et Restauration. ( tesis presentada en 2001 a la Escuela de Graduados de la Universidad de París 1 Panthéon Sorbona, Director Pietro Corsi). próxima tesis.
- Juan C. Castañón y Francisco Quirós. La contribución de Bory de Saint-Vincent (1778-1846) al conocimiento geográfico de la Península Ibérica. Redescubrimiento de una obra cartográfica y orográfica olvidada. Ería. Revista cuatrimestral de Geografía, N.º 64-65, 2004, pp. 177-205
- HERICART DE THURY, Notice sur le baron Bory de Saint-Vincent, Bruxelles, in-12. Note que Lacroix dit ne pas avoir retrouvée (LACROIX, pp. 58.) Cette notice est parue en 1848 dans les Notices Bio-bliographiques de l’Académie des Sciences de Belgique, tomo VIII, pp. 832
- DECHAMBRE, Amédée, Dictionnaire encyclopédique des sciences médicales, (primera serie), tomo X, Ble-Bro, publicado bajo la dirección de M. A. Dechambre, 1869
- BAILLON, H., Dictionnaire de botanique. Paris, Hachette, 1876, pp. 456
- Dictionnaire des dictionnaires, sous la direction de Paul Guérin, tome II, librairie des imprimeries réunies, Motteroz, Paris, 1880
- DUFOUR, Léon, Souvenirs d’un savant français a travers un siècle, (1780-1865.) Science et histoire, Paris, J. Rothschild, 1888, pp. 43-45
- SAUVAGEAU, C, 1908 : Bory de Saint-Vincent, d’après sa correspondance publiée par M. Lauzun. Journal de Botanique, 2ª Serie, 1 : 198-222.
- BORNET, 1909 : Deux lettres de Bory de Saint-Vincent relatives aux travaux de la Commission d'Algérie, Bull. Société de Botanique de France, 4ª serie, t. IX (56: 1-9)
- MARYLLIS, P., 1910. Bory de Saint-Vincent, naturaliste et voyageur, 6 pp. La Couronne agenaise, Villeneuve-sur-Lot
- LACROIX, Alfred, Le Naturaliste Bory de Saint-Vincent, Revue scientifique, 55×10{{{1}}} année N° 8, avril, 1917, Éloge du savant prononcé en octobre 1916 à l'Académie des Sciences
- BIERS, P. L’Herbier tricolore de Bory de Saint-Vincent. Bull Muséum Histoire naturelle, n° 5
- BIERS, P Bory de Saint-Vincent, chef directeur de l'Expédition scientifique de Morée 254-259 Bulletin Muséum Histoire Naturelle, 32, 1926
- BIERS, P., L'herbier cryptogamique de Bory de Saint-Vincent au Muséum 417- 422 Bulletin Muséum Histoire Naturelle, 30, 1924
- BLANCHET, Adrien, Le Voyage en Grèce de J.B. Bory de Saint-Vincent (1829), Bull. de l’association Guillaume Budé, Paris, pp. 26-46
- BOUVIER, R., MAYNIAL, E., Une aventure dans les mers australes, l’expédition du Commandant Baudin, (1800-1803), Paris, 1947
- ROLE, André. 1973. Un destin hors série : la vie aventureuse d’un savant : « Bory de Saint-Vincent » 1778-1846. 256 pp. 16 pls. La Pensée universelle, Paris.
- ALLORGUE, Lucie, Lattès : La Fabuleuse Odyssée des plantes, Chez Lattès, Paris, 2003.
- DAYRAT, B., Les botanistes et la flore de France – 3 siècles de découverte. Paris, Publication du Muséum National d’Histoire Naturelle, 2003.
- VIDAL-NAQUET, Pierre, L’Atlantide, petite histoire d’un mythe platonicien, Paris, Les Belles Lettres, 2005.
- LAURENT, Goulven, Paléontologie et évolution en France : 1800-1860. De Cuvier-Lamarck à Darwin, Paris, CTHS, 1987, pp. 377-380
- PICAVET, François, Les Idéologues, essai sur l’histoire des idées et des théories scientifiques, philosophiques, religieuses etc. en France depuis 1789, édité en 1891.
- TCHERKEZOFF, P., Tahiti 1768, Jeunes filles en pleurs. Au vent des îles Editions, Tahití, Pirae, 2004.
- TORT, Patrick, Dictionnaire du darwinisme
- TUCOO-CHALA, Jean, Le Voyage en Grèce d’un naturaliste gascón en 1829, Bull. de l’association Guillaume Budé, en dos partes : en el boletín 2 y 3 del año, bol.2, pp. 190-200 et Bol.3 pp. 300-320, París, 1976

- La abreviatura «Bory» se emplea para indicar a Jean-Baptiste Bory de Saint-Vincent como autoridad en la descripción y clasificación científica de los vegetales.[3]